# Bianca e Fernando
Bianca e Fernando è un'opera in due atti di Vincenzo Bellini su libretto di Domenico Gilardoni.
Al suo debutto, al Teatro San Carlo di Napoli il 30 maggio 1826, il titolo fu cambiato in Bianca e Gernando, per un riguardo al principe Ferdinando di Borbone.

## Genesi
Il soggetto fu tratto dal dramma di Carlo Roti, Bianca e Fernando alla tomba di Carlo IV, duca d'Agrigento, rappresentato qualche anno prima e pubblicato a Napoli nel 1825. Il poeta Gilardoni, imposto dallo stesso Bellini, si cimentava per la prima volta nel genere operistico e il suo libretto presenta infatti un impianto più letterario che teatrale. Ciononostante l'opera ottenne un successo pieno, di pubblico e critica. Il cast, di primissimo ordine, includeva i nomi di Henriette Méric-Lalande (Bianca), Giovanni Battista Rubini (Fernando) e Luigi Lablache (Filippo).
La partitura autografa incompleta si trova oggi al Conservatorio di San Pietro a Majella di Napoli. Copie in partitura si trovano nello stesso conservatorio e nel Museo Belliniano di Catania. L´autografo di alcuni recitativi, composti espressamente per l'inaugurazione del Teatro Carlo Felice di Genova, è conservato presso il Museo del Risorgimento del capoluogo ligure.

## La seconda versione
Nel 1828 Bellini revisionò l'opera in vista di una ripresa al Teatro Carlo Felice di Genova. Il libretto fu modificato da Felice Romani - il grande librettista col quale Bellini collaborò per sette delle sue dieci opere - e da un anonimo poeta milanese. La revisione impegnò il compositore dall'inizio di febbraio all'inizio di aprile del 1828. La partitura della nuova versione può essere ricostruita quasi completamente (manca l'allegro della sinfonia) sulla base di varie fonti, incluse le copie della prima versione su cui Bellini annotò le modifiche. Gli interpreti principali furono Adelaide Tosi (Bianca), Giovanni David (Fernando) e Antonio Tamburini (Filippo). L'opera andò in scena il 7 aprile 1828 e anche questa volta l'esito fu ottimo. Ciononostante, Bianca e Fernando non si stabilizzò in repertorio, soffrendo inevitabilmente il confronto con i lavori successivi.
Le principali modifiche riguardarono:
- L'aggiunta del secondo movimento della sinfonia (allegro).

Atto I
- La sostituzione della cabaletta della cavatina di Fernando (Ascolta, o padre, i gemiti in luogo di Il brando immergere);
- La sostituzione della cabaletta della cavatina di Filippo (O contento desiato in luogo di Cessa crudel pensiero);
- La sostituzione dei versi della cabaletta del terzetto Fernando-Filippo-Viscardo (Col brando di morte in luogo di Tu speri, o superbo);
- La sostituzione della cavatina di Bianca.

Atto II
- La sostituzione dell'assolo di clarinetto con un assolo di flauto nel preludio della romanza di Bianca;
- L'aggiunta del coro Tutti siam (destinato a passare in Zaira e Norma);
- L'aggiunta dell'aria di Fernando
- Parti del terzetto Bianca-Fernando-Carlo
- L'aggiunta della scena ed aria finale di Bianca in luogo di un più breve pezzo d'assieme.

## Caratteri generali
Opera poco conosciuta e per alcuni versi acerba, Bianca e Fernando contiene in germe molti tratti tipici della personalità di Bellini. A partire dall'intreccio che, sia pure svolto in modo inutilmente complicato, ruota intorno al tema prediletto della ricomposizione di un universo di affetti lacerati: in questo caso la riunificazione della famiglia del duca Carlo, smembrata dalle trame di Filippo, personaggio la cui malvagità senza attenuanti non ispirò la fantasia di Bellini. Questo stesso tema è al centro di Zaira, basata su un soggetto sorprendentemente simile, ed è variamente affrontato nella Sonnambula e in Norma.
L'intero dramma tende dunque verso l'incontro tra i due fratelli e la successiva scena del carcere, nella quale essi ritrovano il padre creduto morto. Anche musicalmente, la parte notevole dell'opera è qui, a cominciare da quel duetto tra Bianca e Fernando che suscitò l'entusiasmo del pubblico napoletano, il cui dialogo incalzante - più ancora dei pezzi chiusi - raggiunge una temperatura elevatissima, anticipando in quanto a sintesi e a potenza drammatica i grandi declamati verdiani.

Le pagine tratte dalla Sinfonia in Do minore conferiscono alla prima parte della scena del carcere un tono patetico di notevole impatto teatrale, specie allorché il buio è rischiarato dalla fiaccola di Bianca e Fernando e i due fratelli si introducono nella cella guidati dalla progressione musicale. Non meno suggestiva è l'elegiaca romanza di Carlo (Da gelido sudore), che precede immediatamente questa scena, ma il successivo terzetto non risponde alle aspettative.
Quasi tutte le pagine migliori appartengono alla versione originale. Alcune parti, com'era prevedibile, risentono dell'influsso del teatro serio di Rossini. È il caso di alcune cabalette in stile fiorito o di quel coro iniziale (Sgombra quel duol), che presenta quella tipica miscela rossiniana di brillantezza ritmica e stile aulico che all'orecchio degli ascoltatori moderni tende a suonare quasi umoristica. Non mancano inoltre riferimenti alla severa scuola musicale napoletana, nel contrappunto largo come nell'uso insistito del modo minore.
La mano di Bellini emerge però puntualmente negli episodi cantabili, come la romanza di Bianca (con i pertichini di Eloisa) Sorgi, o padre, di cui esiste una memorabile registrazione affidata alle voci di Mirella Freni e Renata Scotto. Questo lamento in Sol minore, accompagnato dall'arpa, è un esempio tipico della vena lirica di Bellini. La melodia passa ripetutamente dai legni (clarinetto, flauto, fagotto) all'una e all'altra voce femminile, finché il suo arco, dopo aver toccato l'apice sonoro ed espressivo nella coda modulante, sfuma su un languido assolo di corno inglese.

## Cast della prima assoluta
| Ruolo             | Registro vocale | Interpreti della prima versione 1826, Napoli | Interpreti della seconda versione 1828, Genova |
| ----------------- | --------------- | -------------------------------------------- | ---------------------------------------------- |
| Bianca            | soprano         | Henriette Méric-Lalande                      | Adelaide Tosi                                  |
| Gernando/Fernando | tenore          | Giovanni Battista Rubini                     | Giovanni David                                 |
| Carlo             | basso           | Arcangelo Berrettoni                         | Giuseppe Rossi                                 |
| Filippo           | basso           | Luigi Lablache                               | Antonio Tamburini                              |
| Clemente          | basso           | Michele Benedetti                            | Agostino Rovere                                |
| Viscardo          | mezzosoprano    | Almerinda Manzocchi                          | Elisabetta Coda                                |
| Uggero            | tenore          | Gaetano Chizzola                             | Antonio Crippa                                 |
| Eloisa            | mezzosoprano    | Elisa Manzocchi                              | Marietta Riva                                  |

## Trama
L'azione si svolge in Agrigento, tra i secoli XIV e XV
Antefatto

L'ambizioso Filippo ha segretamente rinchiuso in carcere Carlo, duca d'Agrigento, dopo averne usurpato il trono. Fernando, figlio di Carlo, è stato di conseguenza tratto in esilio ancora bambino; mentre Bianca, la figlia, già vedova del duca di Messina e madre del piccolo Enrico, ignorando le trame di Filippo ha accettato di diventare sua moglie. Fernando, ormai adulto, torna in patria col proposito di vendicare il padre, che crede morto.
Atto I

Sotto il falso nome di Adolfo, soldato di ventura, Fernando si presenta alla reggia di Agrigento e offre i suoi servigi al nuovo duca. Adolfo fa sapere a Viscardo, seguace di Filippo, di aver visto morire Fernando. Filippo apprende la notizia con gioia e assolda Adolfo senza esitare, meditando di affidargli il compito di uccidere Carlo.

Bianca si presenta alla reggia per incontrare il promesso sposo. Qui s'imbatte in Fernando ma, dopo tanti anni, non lo riconosce. Anzi, sospetta di lui. Fernando, dal canto suo, si convince che la sorella sia complice dell'usurpatore.
Atto II

Filippo ordina al falso Adolfo di recarsi nelle prigioni per uccidere Carlo, annunciandogli inoltre le imminenti nozze con Bianca. Il vecchio e fidato Clemente informa Fernando che Bianca desidera vederlo. Finalmente fratello e sorella si incontrano a tu per tu. Fattosi riconoscere, Fernando rivela a Bianca le trame di Filippo. I due si recano alla prigione di Carlo per liberarlo, seguiti dai compagni d'armi di Fernando, quando sopraggiunge Filippo, portando con sé il piccolo Enrico e minacciando di ucciderlo se Fernando non si arrenderà. Ma il fido Clemente lo disarma e il tiranno è finalmente spodestato.

## Reimpieghi musicali
Bellini riutilizzò in Bianca e Fernando tutti i materiali motivici della Sinfonia in Do minore composta durante gli anni di studio al conservatorio di Napoli. La prima parte del tempo lento divenne l'introduzione della scena della prigione di Carlo, nel secondo atto; mentre la seconda parte fu utilizzata all'inizio del terzetto successivo, mentre Bianca e Fernando fanno il loro ingresso nel carcere. L'allegro diventò la stretta del Finale del primo atto. 
Nel finale della seconda versione Bellini adattò l'arioso di Nelly Salvini, alle tue piante al nuovo arioso di Bianca Crudele, alle tue piante.
A sua volta, Bianca e Fernando fornì motivi musicali a Zaira, Norma, Beatrice di Tenda e I puritani.

## Struttura musicale
- Sinfonia

### Atto I
- N. 1 - Introduzione, Coro e Cavatina di Fernando Questo è mia Reggia - Sgombra quel duol - A tanto duol (Fernando, Uggero, Coro)
- N. 2 - Cavatina di Filippo Ah no, sì lieta sorte (Filippo, Coro)
- N. 3 - Terzetto fra Filippo, Fernando e Viscardo Son cifre di Fernando
- N. 4 - Coro e Cavatina di Bianca Viva Bianca! Viva ognor! - La mia scelta a voi sia grata (Coro, Filippo, Clemente, Viscardo, Eloisa, Bianca)
- N. 5 - Finale I Mira, o Bianca - Ah! che l'alma invade un gelo - Rode, e lacera il mio petto (Filippo, Coro, Fernando, Bianca, Clemente, Uggero, Eloisa, Viscardo)

### Atto II
- N. 6 - Aria di Filippo Allor che notte avanza (Filippo, Fernando, Coro)
- N. 7 - Romanza di Bianca Sorgi, o padre (Bianca, Eloisa)
- N. 8 - Duetto fra Fernando e Bianca No!... mia suora più non sei...
- N. 9 - Coro ed Aria di Fernando Tutti siam? - All'udir del padre afflitto (Coro, Fernando)
- N. 10 - Romanza di Carlo Da gelido sudore
- N. 11 - Terzetto fra Bianca, Fernando e Carlo ed Aria Finale di Bianca Al pianto mio deh! cedi - Crudele, ai tuoi piedi (Bianca, Fernando, Carlo, Coro, Uggero, Clemente, Filippo)

## Brani scelti
- A tanto duol, cavatina di Fernando (atto I)
- Ah! che l'alma invade un gel!, concertato (atto I)
- Sorgi, o padre, romanza di Bianca (atto II)
- T'inoltra [...] No! mia suora più non sei... duetto tra Bianca e Fernando (atto II)
- Tutti siam?, coro (atto II)
- Da gelido sudore, romanza di Carlo (atto II)